# Otomys cheesmani
Otomys cheesmani és una espècie de mamífer rosegador de la família dels múrids. És endèmic d'Etiòpia. Es tracta del representant més gros del complex d'espècies Otomys typus. Té el pelatge dorsal de color marró clar amb tonalitats vermelles, mentre que el pelatge ventral és de color gris groguenc pàl·lid. El seu hàbitat natural són els aiguamolls i els matollars d'acàcies, on es troba a altituds d'entre 2.100 i 2.500 msnm. El seu nom específic, cheesmani, fou escollit en honor de Robert Ernest Cheesman.